# Исхаков, Камиль Шамильевич
Ками́ль Шами́льевич Исха́ков (тат. Камил Шамил улы Исхаков; род. 8 февраля 1949, Казань) — российский государственный и политический деятель. Многолетний градоначальник (председатель исполкома, мэр) Казани, затем государственный деятель федерального уровня. Инициатор и организатор празднования тысячелетия Казани и сооружения Казанского метрополитена.

## Образование
- Окончил Казанский электротехникум связи в 1965 году.
- Окончил физический факультет Казанского государственного университета в 1973 году.

## Карьера
- Директор НПО «Алгоритм» в Казани.
- В 1988—1989 годах — первый секретарь Советского райкома КПСС г. Казани.
- С февраля 1989 года — председатель исполкома Казанского горсовета.
- В октябре 2005 года избран в качестве самовыдвиженца в представительный орган муниципального образования город Казань[1].
- 24 октября 2005 года избран главой представительного органа муниципального образования город Казань (мэром Казани)[1].
- 14 ноября 2005 года назначен на пост полномочного представителя президента Российской Федерации в Дальневосточном федеральном округе. На этой должности являлся членом Совета Безопасности Российской Федерации[2][3].
- 2 октября 2007 года освобождён от занимаемой должности в связи с переходом на другую работу.[4].
- 3 октября 2007 года назначен заместителем министра регионального развития Российской Федерации[5][6].
- С 14 июля 2008 года по 6 сентября 2011 года — постоянный представитель Российской Федерации при Организации Исламская конференция в г. Джидда, Королевство Саудовская Аравия[7][8].
- С 28 ноября 2016 года назначен помощником президента Республики Татарстан[9]

### ФК «Рубин»
Камиль Исхаков пришёл в казанский «Рубин» после окончания неудачного сезона 1995 года. В 1997 году «Рубин» пробился в первый дивизион. В 2002 году «Рубин» вышел в Российскую Премьер-лигу. В 2003 «Рубин» завоёвывает бронзовые медали чемпионата России. С 2005 года Камиль Исхаков является Почётным Президентом футбольного клуба «Рубин». С декабря 2012 по декабрь 2013 — вице-президент «Рубина».

## Награды и звания
- Орден «За заслуги перед Отечеством» III степени (19 июля 2004) — за большой вклад в реализацию социально-экономических реформ в городе и многолетнюю добросовестную работу[13];
- Орден «За заслуги перед Отечеством» IV степени (13 апреля 1999) — за большой вклад в социально-экономическое развитие города и многолетний добросовестный труд[14];
- Орден Почёта (7 июня 1996) — за заслуги перед государством, большой вклад в строительство объектов социально-культурного назначения в городе Казани и многолетний добросовестный труд[15];
- Орден «За заслуги перед Республикой Татарстан» (17 ноября 2005) — за достойный вклад в социально-экономическое развитие города Казани и Республики Татарстан[16];
- Медаль ордена «За заслуги перед Республикой Татарстан» (7 февраля 2024) — за особый вклад в социально-экономическое развитие республики, активную общественную деятельность[17].
- Медаль «В память 1000-летия Казани» (2005);
- Медаль «За доблестный труд. В ознаменование 100-летия со дня рождения В. И. Ленина»;
- Орден преподобного Сергия Радонежского II степени (РПЦ, 2005)[18];
- Премия Совета Министров СССР (1986);
- Почётный работник жилищно-коммунального хозяйства России (1998);
- Почётная грамота Республики Татарстан (1998);
- Почётный гражданин Казани (2006)[19].

## Классный чин
- Действительный государственный советник Российской Федерации 1 класса (2006)